# Dois Dias, Uma Noite
Dois Dias, Uma Noite (em francês:  Deux jours, une nuit) é um filme franco-ítalo-belga de 2014 do gênero drama, escrito e dirigido por Jean Pierre e Luc Dardenne e estrelado por Marion Cotillard. Foi indicado a Palma de Ouro do Festival de Cannes em 2014. Marion Cotillard foi indicada ao Oscar de Melhor Atriz em 2015 por sua interpretação no filme.

## Sinopse
Na Bélgica, Sandra (Marion Cotillard) ficou afastada do trabalho por depressão e, quando retorna, descobre que seus colegas aceitaram receber um bônus salarial no lugar de sua vaga. Agora com a ajuda do marido (Fabrizio Rongione), ela tem apenas um final de semana para fazer os colegas mudarem de ideia, para que ela possa manter seu emprego.

## Elenco
- Marion Cotillard ... Sandra
- Fabrizio Rongione ... Manu
- Olivier Gourmet ... Jean-Marc
- Pili Groyne ... Estelle
- Simon Caudry ... Maxime
- Catherine Salée ... Juliette
- Batiste Sornin ... M. Dumont

## Prêmios e indicações
| Prêmio / Festival                      | Categoria                                     | Recipiente(s)              | Resultado |
| -------------------------------------- | --------------------------------------------- | -------------------------- | --------- |
| Festival de Cannes                     | Palma de Ouro                                 | Jean Pierre e Luc Dardenne | Indicado  |
| International Cinephile Society Awards | Grand Prix                                    | Jean Pierre e Luc Dardenne | Venceu    |
| Sydney Film Festival                   | Sydney Film Prize                             | Jean Pierre e Luc Dardenne | Venceu    |
| Munich Film Festival                   | ARRI/OSRAM Award - Melhor Filme Internacional | Jean Pierre e Luc Dardenne | Indicado  |
| European Film Awards                   | People's Choice Award - Melhor Filme Europeu  | Jean Pierre e Luc Dardenne | Indicado  |
| Oscar                                  | Melhor Atriz                                  | Marion Cotillard           | Indicado  |